# Moscheea de Alabastru
Moscheea de Alabastru sau Moscheea lui Muhammad Ali este o moschee din Cairo, Egipt. Aceasta este una dintre cele mai mari moschei din Cairo și cea mai mare moschee construită în secolul al XIX-lea, fiind o faimoasă atracție a orașului.

## Istorie
Moscheea de Alabastru a fost construită între anii 1830-1848 în vechea Citadelă din Cairo. Cel ce a decis să construiască moscheea a fost Muhammad Ali, guvernatorul otoman al Egiptului, în memoria fiului său cel mai mare, Tusun, mort în 1816.
Moscheea a fost proiectată de către arhitectul turc Yusuf Bushnak, care a construit moscheea după modelul marilor moschei din Istanbul, în special după modelul Moscheii Yeni și Moscheii Albastre.
Muhammad Ali a fost îngropat într-un mormânt din marmură de Carrara, în curtea moscheii. Trupul său a fost transferat aici de la Hawsh al-Basha în 1857.

## Arhitectură
Muhammad Ali a ordonat ca moscheea să fie construită în stil otoman, la fel ca marile moschei din Istanbul. Moscheea a fost construită cu un dom central, înconjurat de patru cupole mici și de patru semidomuri. Domul central măsoară 21 de metri în diametru și înălțimea clădirii este de 52 de metri. Cele două minarete sunt construite tot în stil otoman, cu două balcoane și capace conice, și au o înălțime de 82 de metri.
Materialul principal este calcarul, dar curtea și etajul sunt făcute de alabastru. Fațadele exterioare sunt severe și unghiulare și se ridică până la nivelul micilor domuri acoperite de plumb.
Moscheea are trei intrări, dar intrarea principală și cea mai des folosită este cea din nord. În partea de nord-vest există un turn cu ceas, care i-a fost dăruit lui Muhammad Ali de către regele Ludovic-Filip al Franței în 1845, în schimbul obeliscului de la Luxor care se află în Place de la Concorde din Paris.
În interior pereții și stâlpii sunt acoperiți de alabastru și sunt decorați cu motive de relief. Mihrabul este în trei etaje și este acoperit de o cupolă semicirculară.

## Galerie de imagini

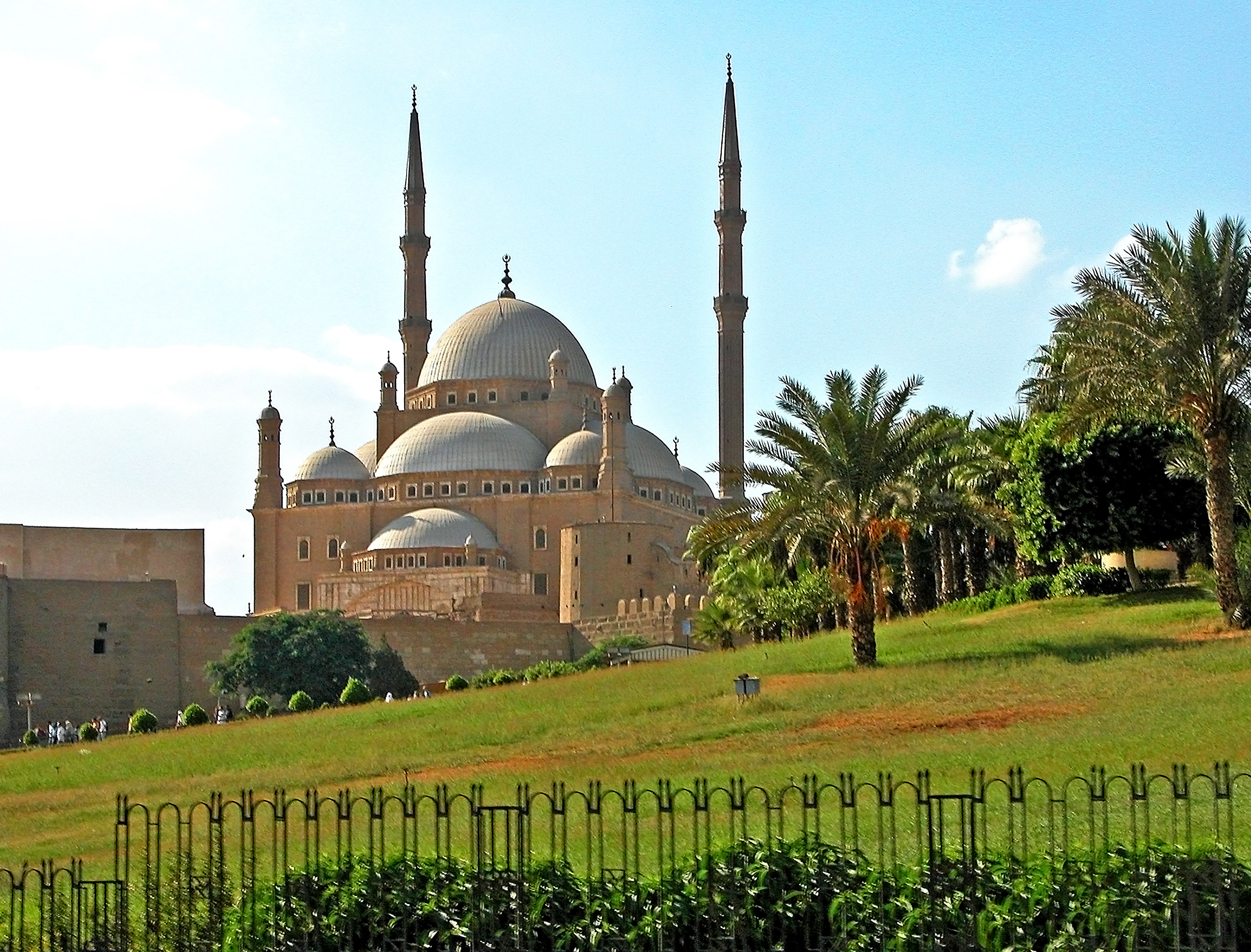
Moscheea.
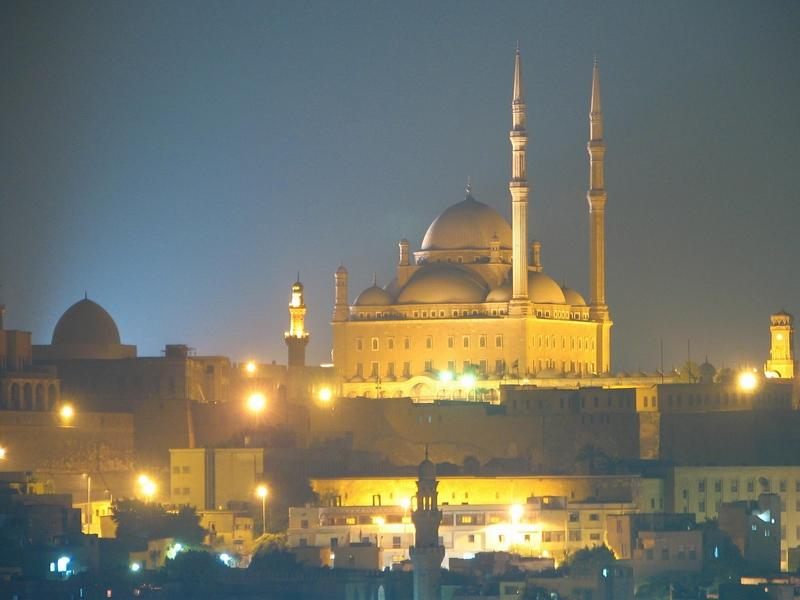
Moscheea noaptea.
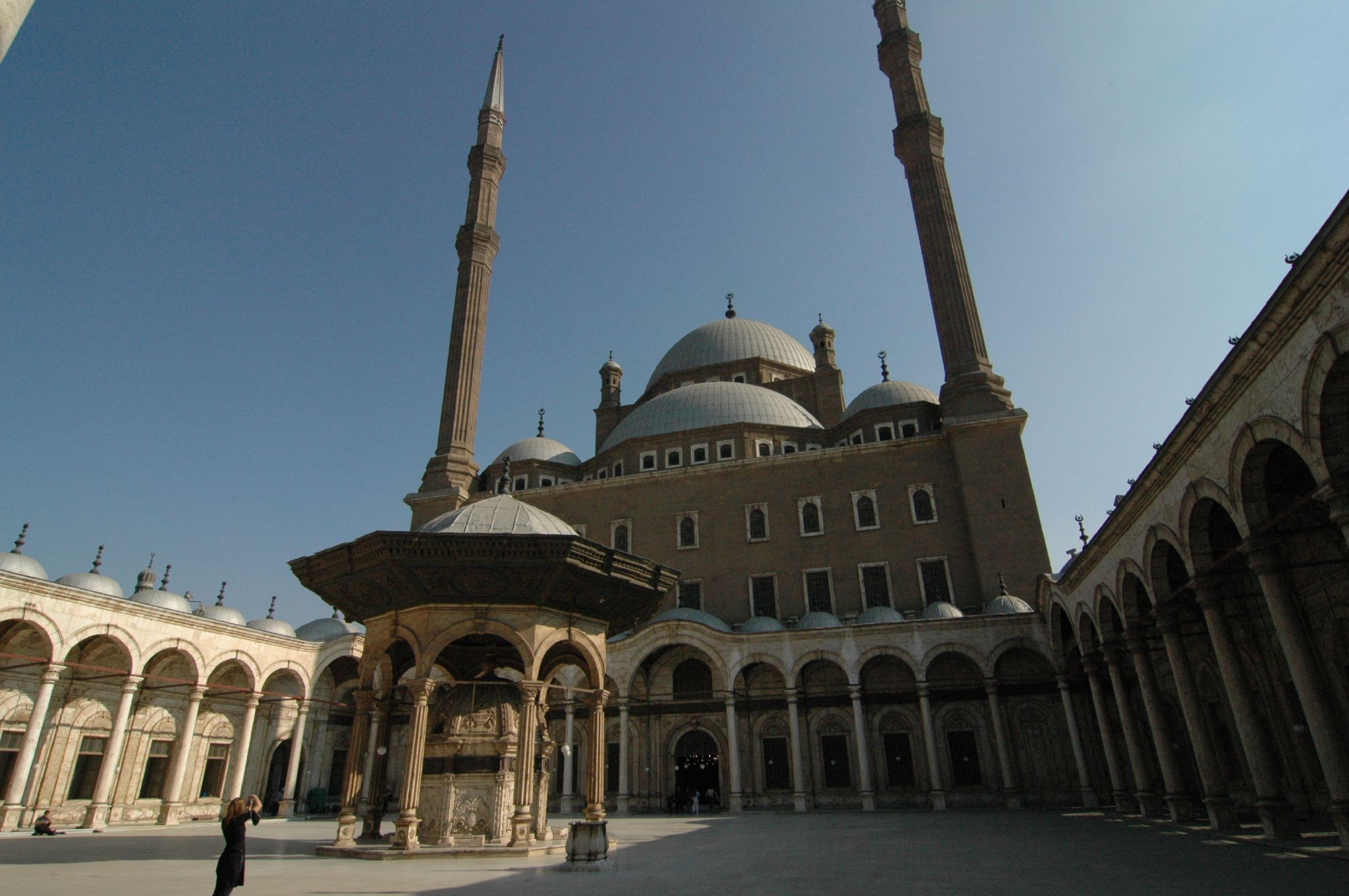
Curtea interioară.
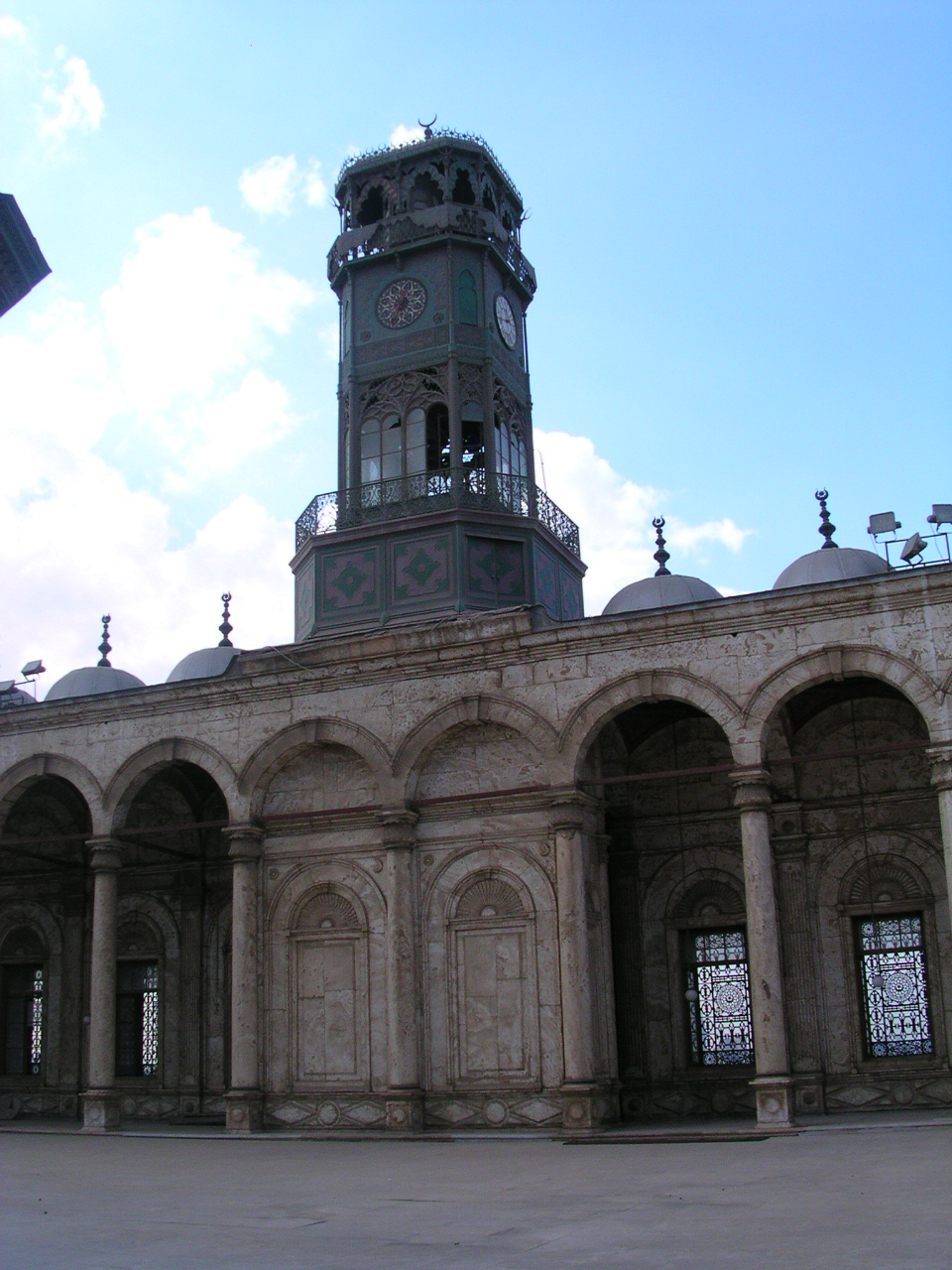
Turnul cu ceas.
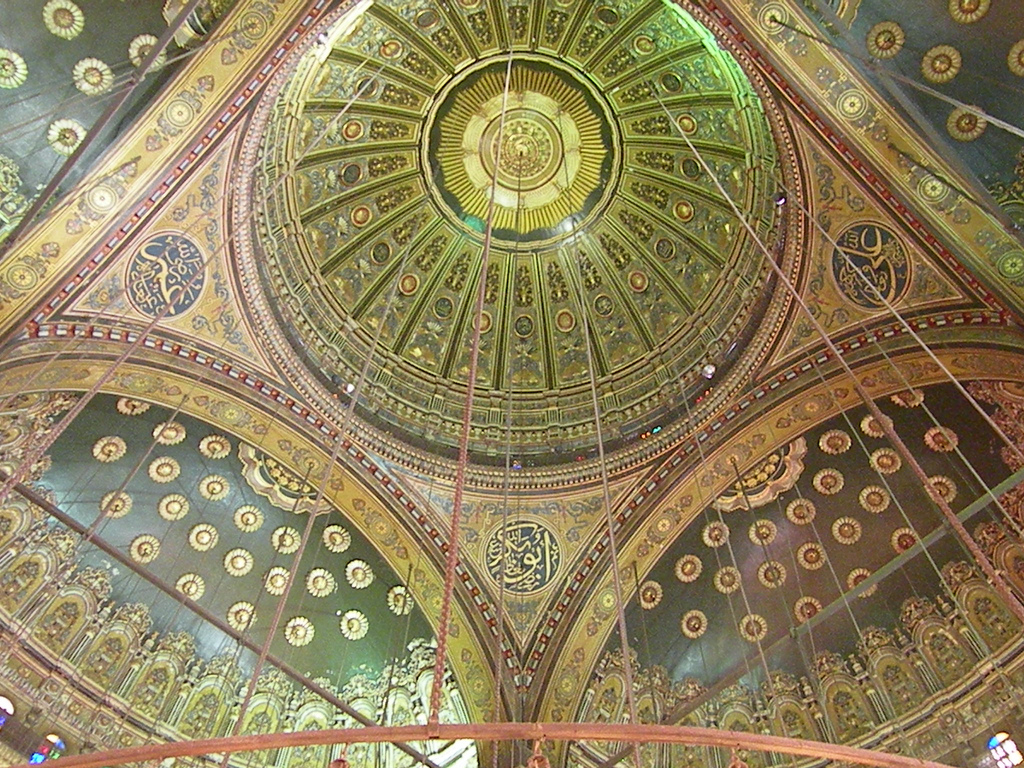
Domul, interior.
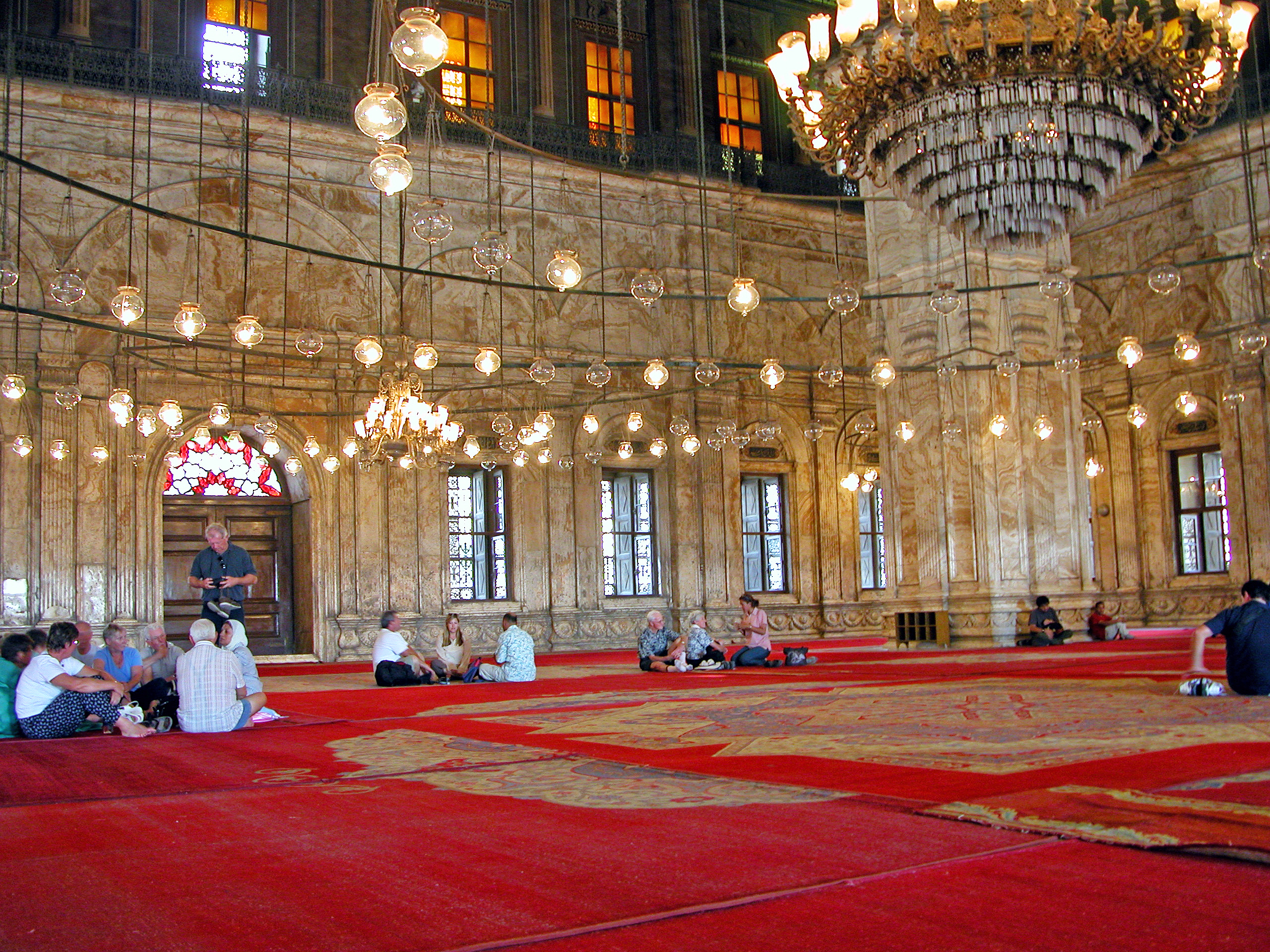
Interiorul.
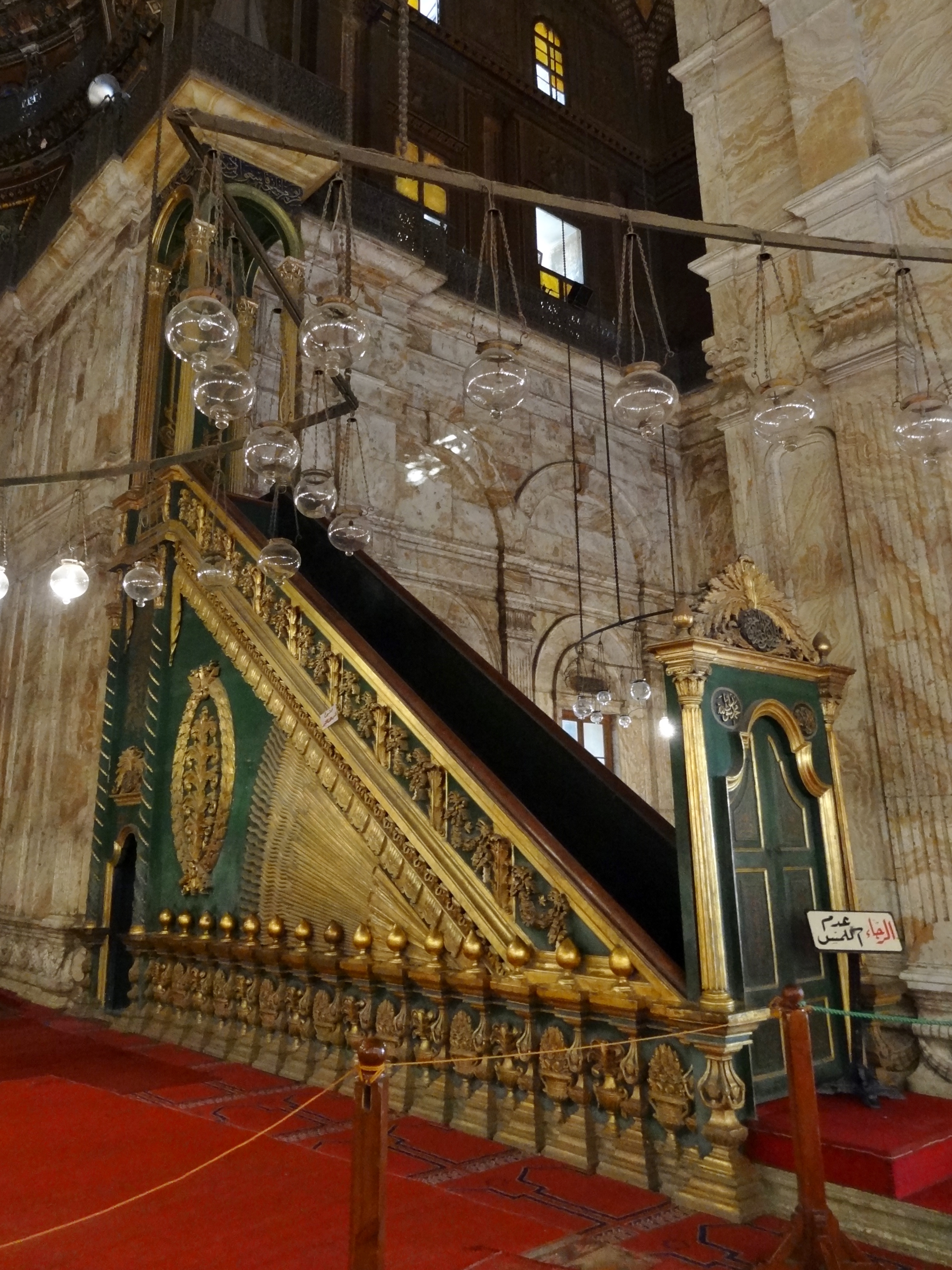
Minbarul.